# Igołomia-Wawrzeńczyce (gemeente)
De gemeente Igołomia-Wawrzeńczyce is een landgemeente in het Poolse woiwodschap Klein-Polen, in powiat Krakowski.
De zetel van de gemeente is in Wawrzeńczyce.
Op 30 juni 2004 telde de gemeente 7629 inwoners.

## Oppervlakte gegevens
In 2002 bedroeg de totale oppervlakte van gemeente Igołomia-Wawrzeńczyce 62,59 km², waarvan:
- agrarisch gebied: 88%
- bossen: 0%

De gemeente beslaat 5,09% van de totale oppervlakte van de powiat.

## Demografie
Stand op 30 juni 2004:
| Omschrijving                   | Totaal | Totaal | Vrouwen | Vrouwen | Mannen | Mannen |
| ------------------------------ | ------ | ------ | ------- | ------- | ------ | ------ |
| eenheid                        | aantal | %      | aantal  | %       | aantal | %      |
| inwoners                       | 7629   | 100    | 3889    | 51      | 3740   | 49     |
| bevolkingsdichtheid (inw./km²) | 121,9  | 121,9  | 62,1    | 62,1    | 59,8   | 59,8   |

In 2002 bedroeg het gemiddelde inkomen per inwoner 1177,35 zł.

## Administratieve plaatsen (sołectwo)
Dobranowice, Igołomia, Koźlica, Odwiśle, Pobiednik Mały, Pobiednik Wielki, Rudno Górne, Stręgoborzyce, Tropiszów, Wawrzeńczyce (sołectwa: Wawrzeńczyce I en Wawrzeńczyce II), Wygnanów, Złotniki, Zofipole, Żydów.

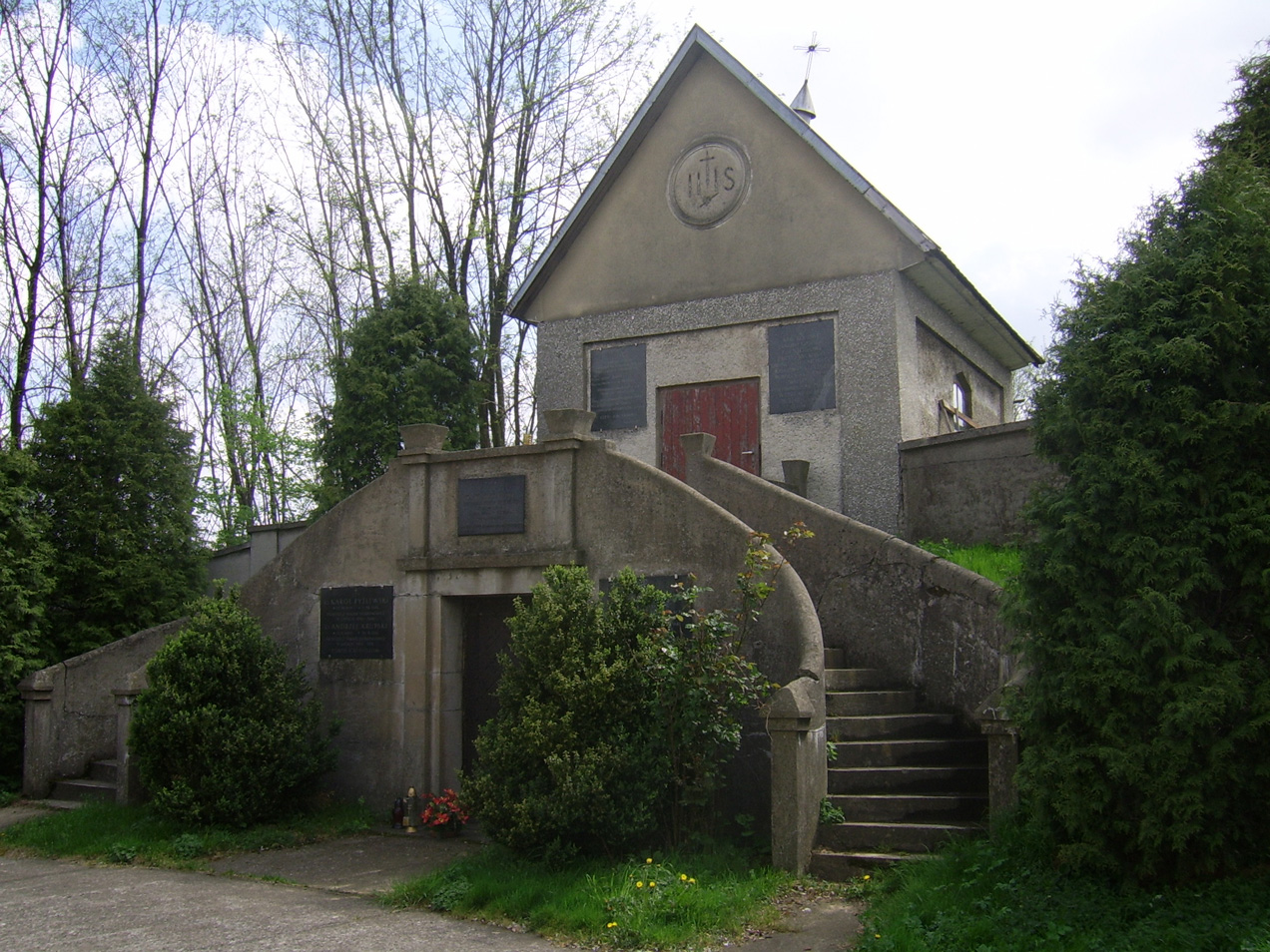
Dobranowice
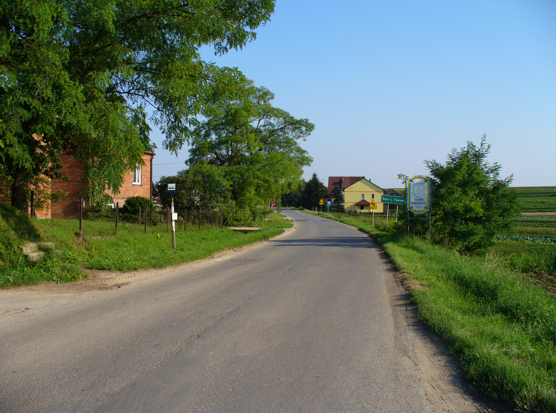
Rudno Górne
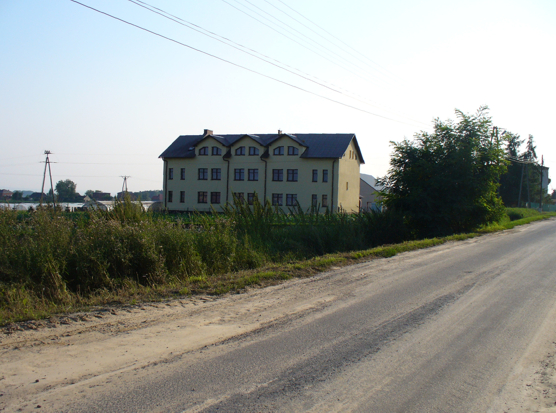
Tropiszów

## Aangrenzende gemeenten
Drwinia, Kocmyrzów-Luborzyca, Koniusza, Kraków, Niepołomice, Nowe Brzesko, Proszowice